# Finally Rich
Finally Rich — дебютный студийный альбом американского хип-хоп-исполнителя Chief Keef, выпущенный 18 декабря 2012 лейблом Interscope. В записи отдельных песен для пластинки приняли участие такие рэперы как 50 Cent, Wiz Khalifa, Lil Reese, Rick Ross, Young Jeezy, Master P, French Montana и Fat Trel.
Альбому сопутствовал коммерческий успех: релиз достиг 29-й строчки в чарте Billboard 200, а также был сертифицирован как золотой в США. Finally Rich был положительно оценен музыкальными критиками: к положительным сторонам альбома обозреватели отнесли высокий уровень продкашена, общее музыкальное звучание, а также «броскую и яркую» лирику Chief Keef.

## Критика
| Совокупная оценка | Совокупная оценка |
| Источник          | Оценка            |
| ----------------- | ----------------- |
| AnyDecentMusic?   | 5.5/10            |
| Metacritic        | 62/100            |
| Оценки критиков   |                   |
| Источник          | Оценка            |
| AllMusic          | [ 3 ]             |
| Chicago Tribune   | [ 4 ]             |
| The Guardian      | [ 5 ]             |
| Los Angeles Times | [ 6 ]             |
| The Observer      | [ 7 ]             |
| Pitchfork         | 7.5/10            |
| Rolling Stone     | [ 9 ]             |
| Spin              | 8/10              |
| USA Today         | [ 11 ]            |
| XXL               | 3/5               |

## Список композиций
| №                   | Название                                               | Продюсер(ы)                | Длительность |
| ------------------- | ------------------------------------------------------ | -------------------------- | ------------ |
| 1.                  | «Love Sosa»                                            | Young Chop                 | 4:06         |
| 2.                  | «Hallelujah»                                           | Young Chop                 | 3:02         |
| 3.                  | «I Don't Like» (при участии Lil Reese)                 | Young Chop                 | 4:55         |
| 4.                  | «No Tomorrow»                                          | Mike Will Made It A+ (co.) | 3:10         |
| 5.                  | «Hate Bein' Sober» (при участии 50 Cent и Wiz Khalifa) | Young Chop                 | 4:40         |
| 6.                  | «Kay Kay»                                              |                            | 3:07         |
| 7.                  | «Laughin' to the Bank»                                 |                            | 3:47         |
| 8.                  | «Diamonds» (при участии French Montana)                | Young Chop                 | 3:05         |
| 9.                  | «Ballin'»                                              | Leek E Leek                | 3:38         |
| 10.                 | «Understand Me» (при участии Young Jeezy)              | Casa Di                    | 4:04         |
| 11.                 | «3Hunna» (при участии Rick Ross)                       | Young Chop                 | 3:29         |
| 12.                 | «Finally Rich»                                         | Young Chop                 | 4:08         |
| Общая длительность: | Общая длительность:                                    | Общая длительность:        | 45:14        |

| №                   | Название            | Продюсер(ы)         | Длительность |
| ------------------- | ------------------- | ------------------- | ------------ |
| 13.                 | «Citgo»             | Young Ravisu        | 3:13         |
| 14.                 | «Kobe»              | Young Chop          | 3:31         |
| 15.                 | «Got Them Bands»    | YGOnDaBeat          | 3:24         |
| Общая длительность: | Общая длительность: | Общая длительность: | 55:24        |

| №                   | Название                                                  | Продюсер(ы)         | Длительность |
| ------------------- | --------------------------------------------------------- | ------------------- | ------------ |
| 16.                 | «Don't Make No Sense» (при участии Master P and Fat Trel) | Lil Keis            | 4:18         |
| Общая длительность: | Общая длительность:                                       | Общая длительность: | 59:40        |

| №                   | Название            | Продюсер(ы)         | Длительность |
| ------------------- | ------------------- | ------------------- | ------------ |
| 17.                 | «Savage»            | Nard & B            | 3:02         |
| 18.                 | «Don't Know Dem»    | Young Chop          | 4:00         |
| Общая длительность: | Общая длительность: | Общая длительность: | 62:07        |

## Чарты
| Чарт (2012)                            | Высшая позиция |
| -------------------------------------- | -------------- |
| США (Billboard 200)                    | 29             |
| США (Billboard Top R&B/Hip-Hop Albums) | 5              |
| США (Billboard Top Rap Albums)         | 2              |

### Сертификации
| Регион                                                                      | Сертификация | Продажи |
| --------------------------------------------------------------------------- | ------------ | ------- |
| США (RIAA)                                                                  | Золотой      | 500 000 |
| Данные о продажах + прослушиваниях приведены только на основе сертификации. |              |         |